# Thronum Gratiae

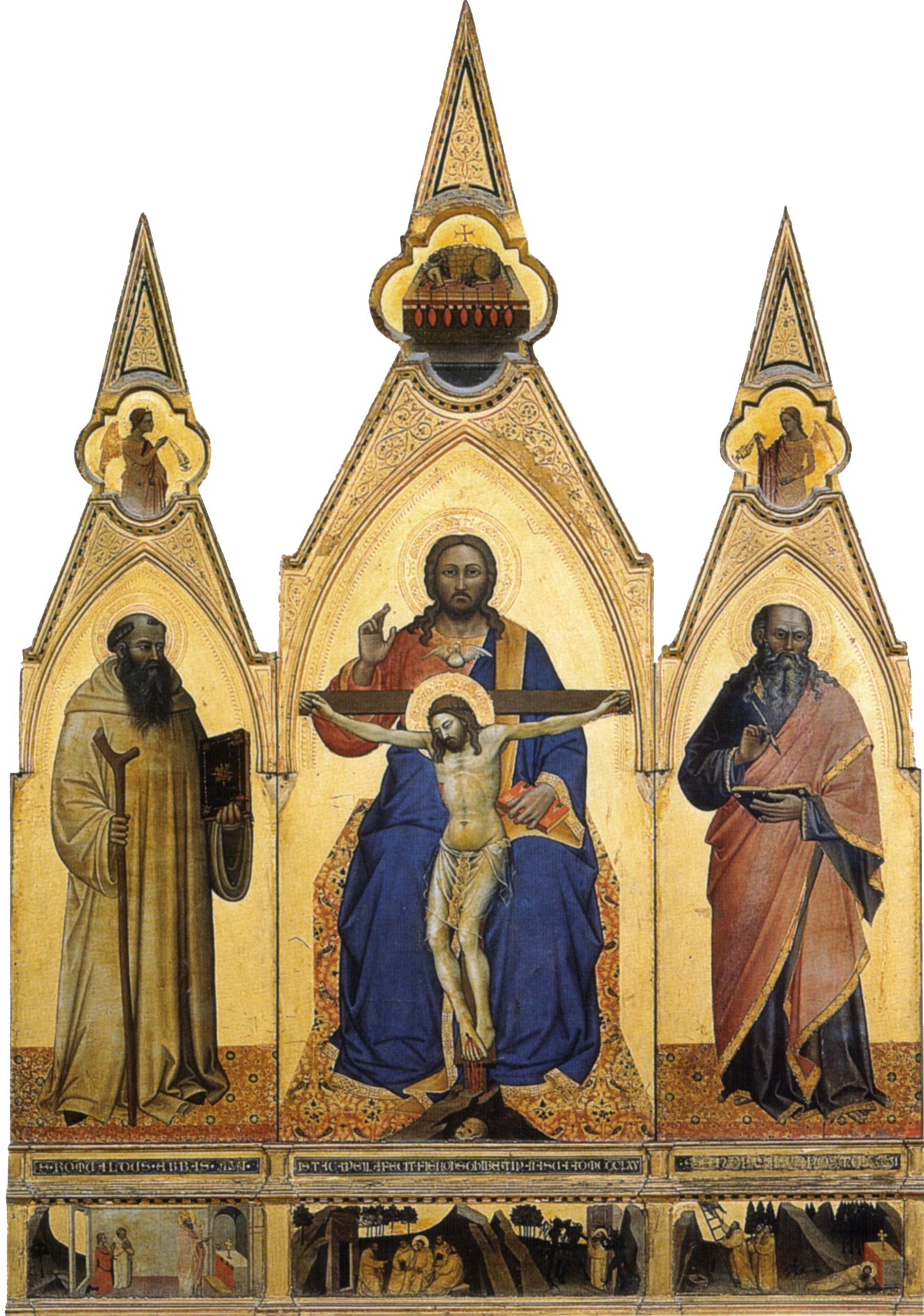
Nardo di Cione, Trittico del Thronum Gratiae, 1365.

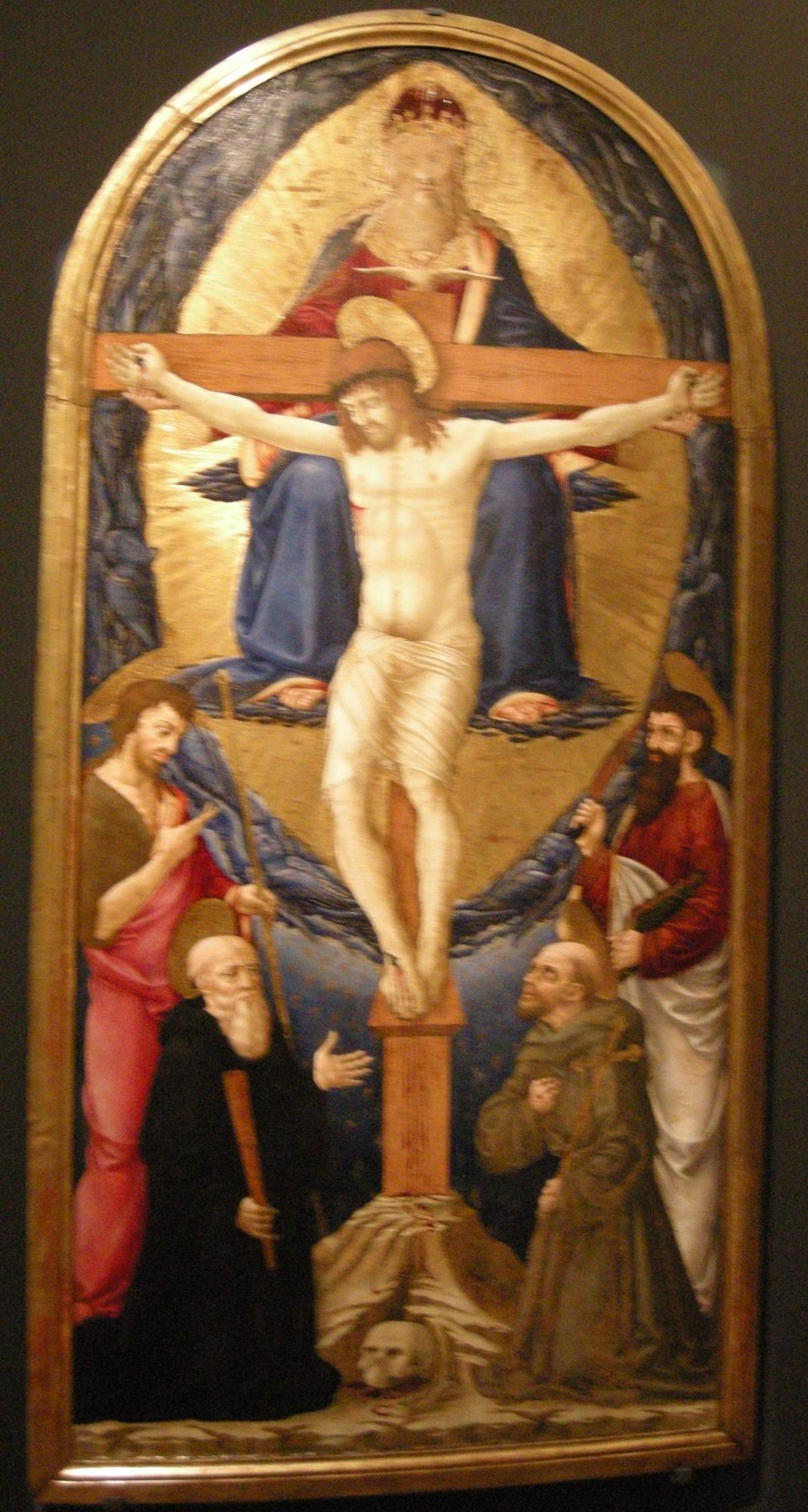
Neri di Bicci, (1461), Museo di Santa Croce, Florencia.

Thronum Gratiae (trono de la Gracia" en latín), Trono de Misericordia o Trinidad con Cristo crucificado, son denominaciones historiográficas de una tipología iconográfica de representación de la Trinidad relativamente frecuente en el arte cristiano desde la Baja Edad Media, que se transforma en el Renacimiento a partir de la Trinidad de Masaccio (1425-1428).
La composición tradicional incluye a Dios Padre entronizado, con las dos piernas ligeramente abiertas, que toma en sus manos los dos brazos del travesaño horizontal de la Cruz de Cristo. En ella está el Hijo como Crucificado. El Espíritu Santo se representa tras ellos o por encima, en forma de paloma.

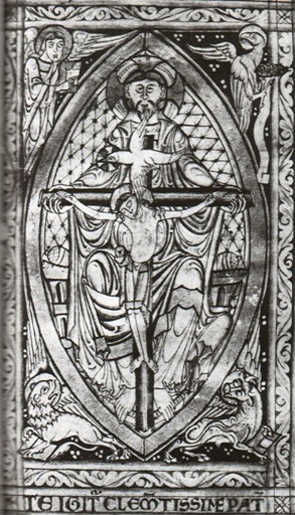
Miniatura del Misal de Cambrai, ca. 1120
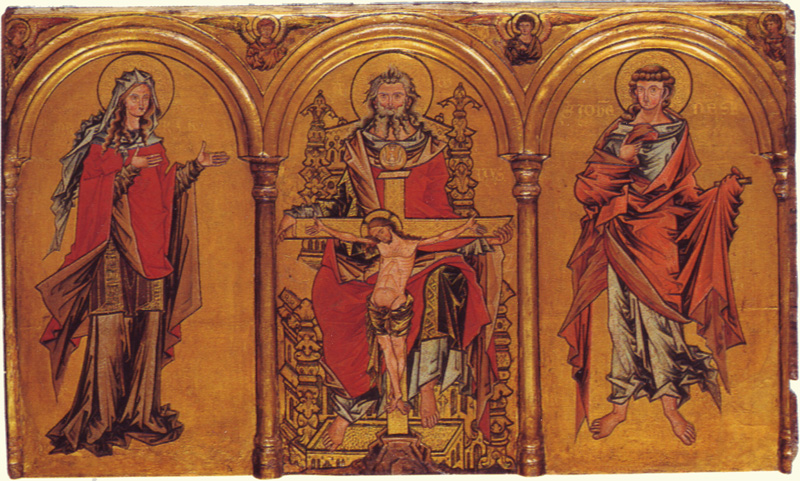
Retablo de la Wiesenkirche de Soest, ca. 1250-1270.
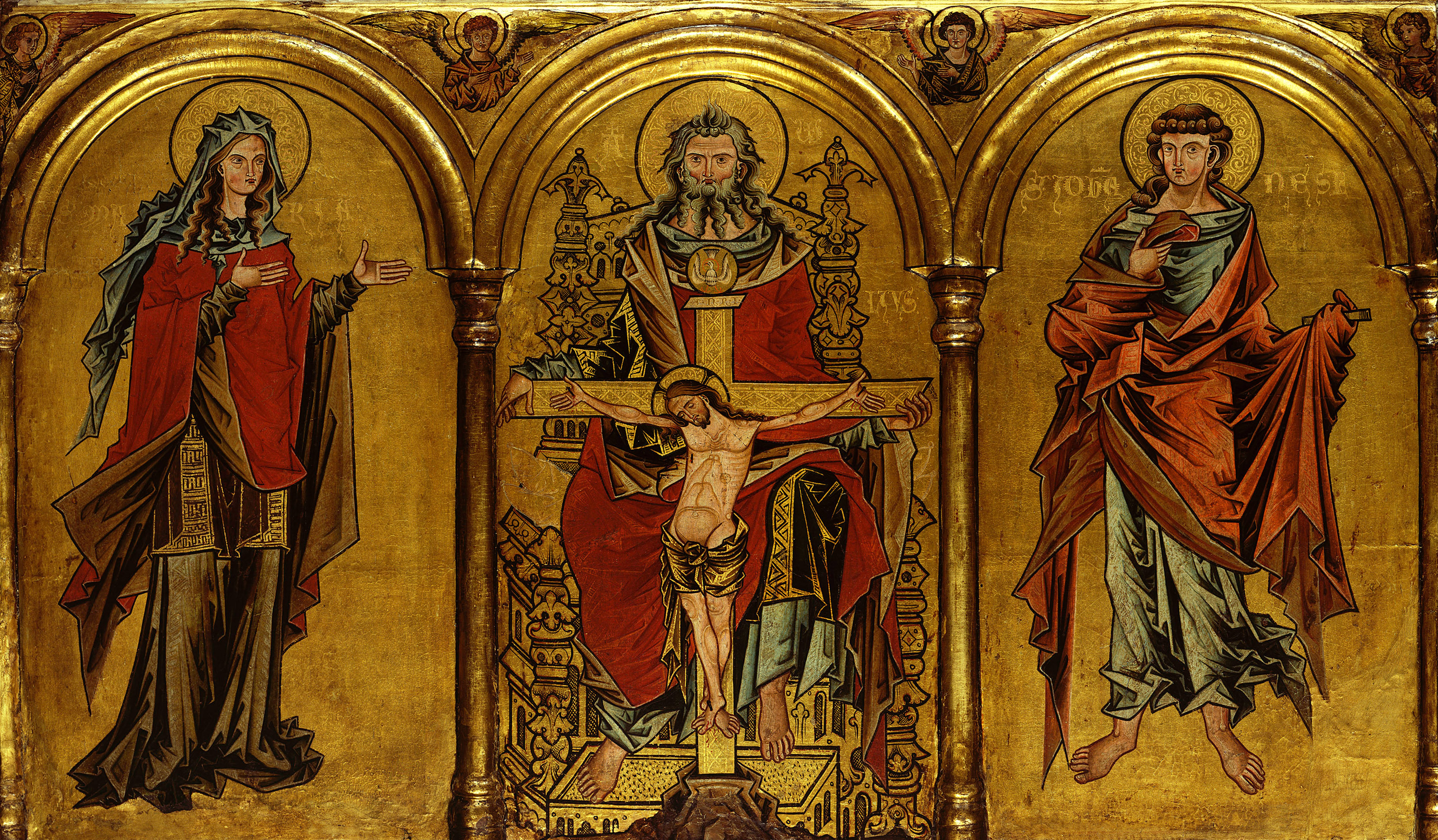
Westfälischer Meister (Maestro de Westfalia), h. 1260-1270.
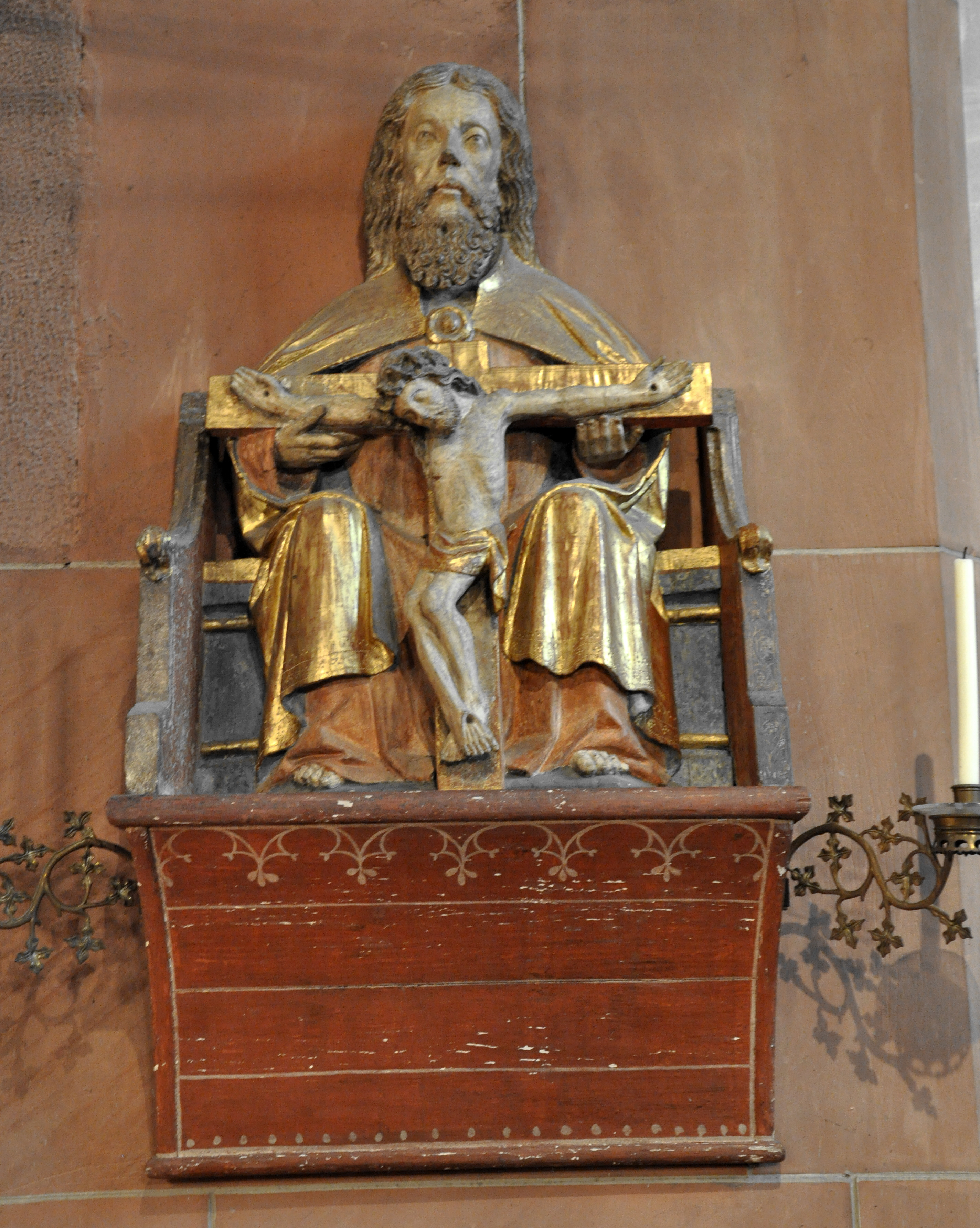
Gnadenstuhl de San Valentín de Kiedrich, siglo XIV.
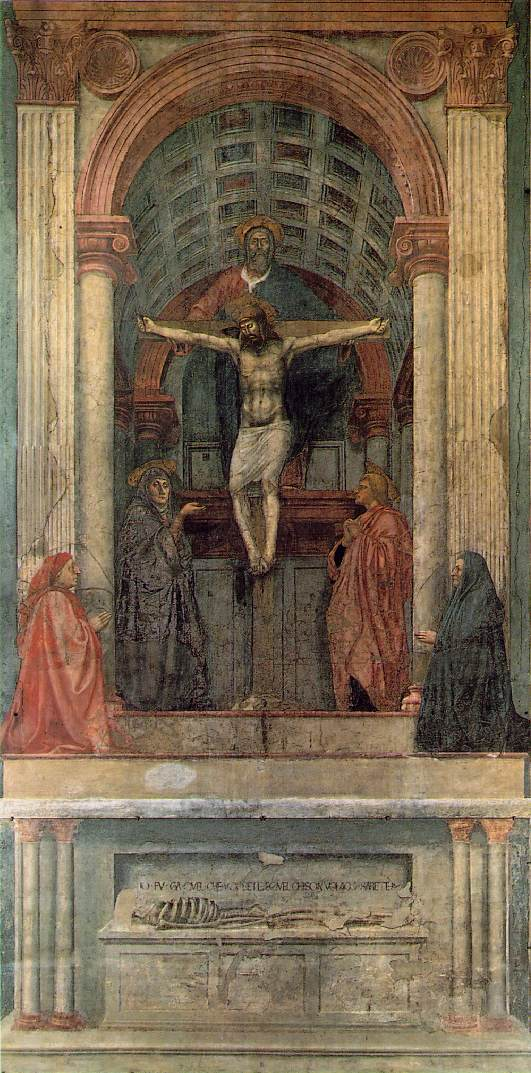
La Trinidad de Masaccio. Dios Padre aparece de pie.
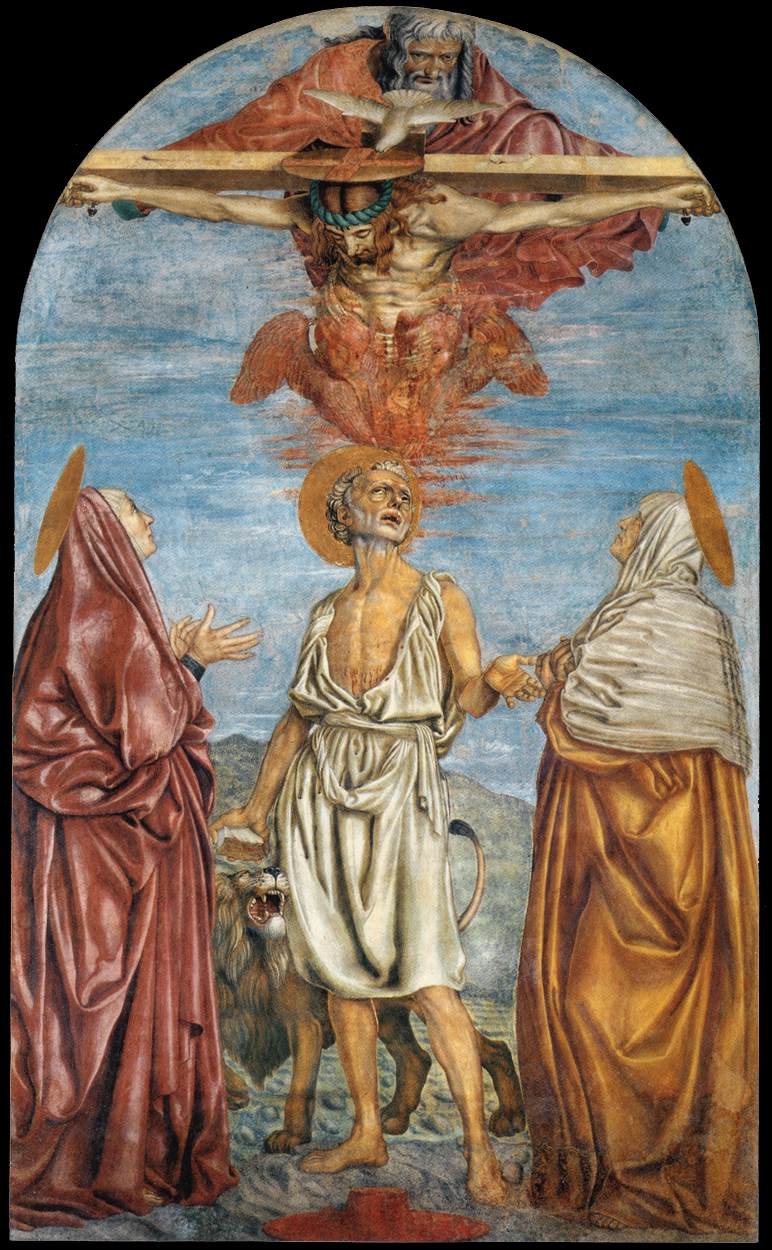
Trinidad con Santos, de Andrea del Castagno, 1453. Las tres personas aparecen en escorzo, casi horizontales, sobrevolando una escena de sacra conversazione.
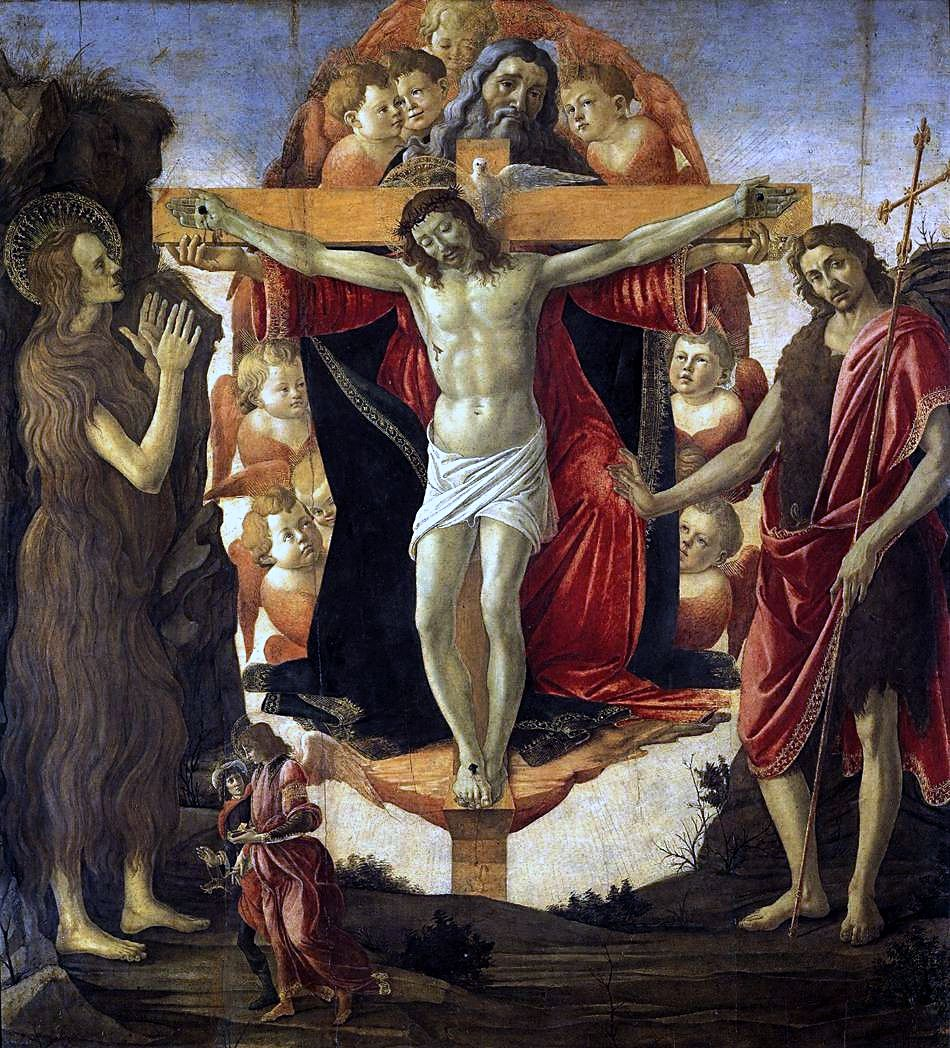
Santísima Trinidad (Botticelli), 1465-1467.
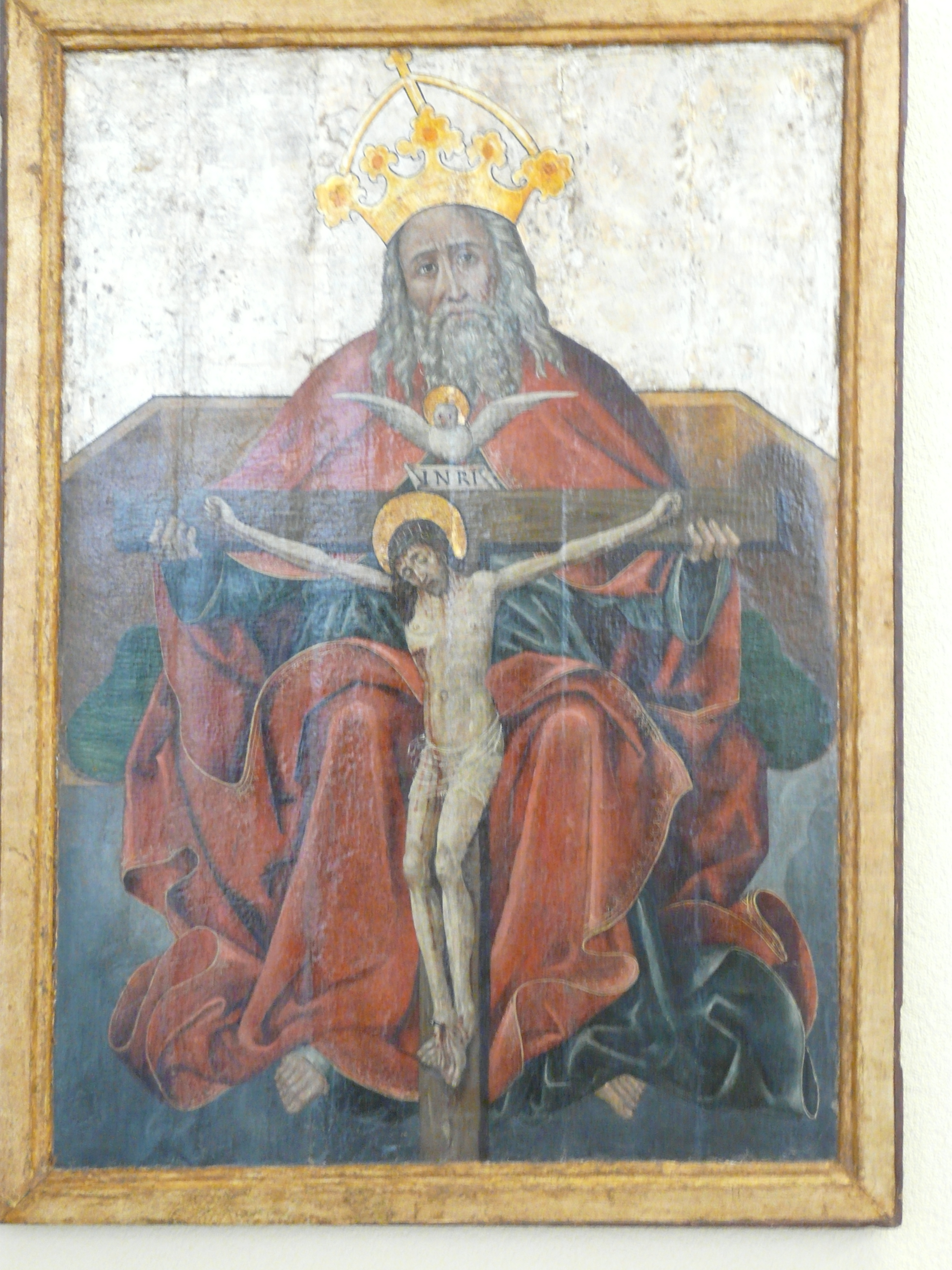
Tron Laski, 1500.
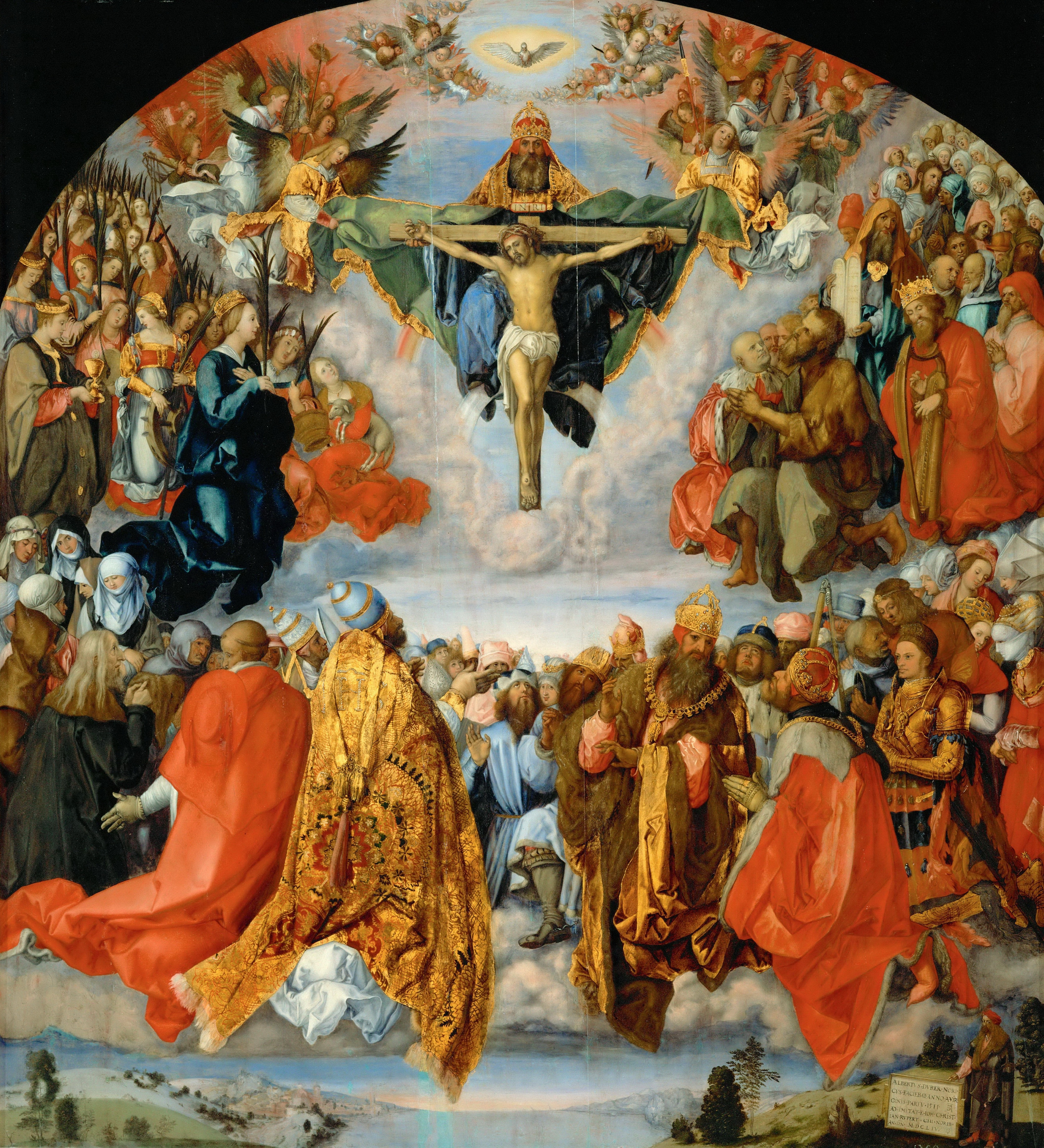
Trinidad, de Alberto Durero (1511), óleo de 135 × 123 cm conservado en el Kunsthistorisches de Viena, y del que se divulgó un grabado en xilografía, de cuya composición se deriva la Trinidad de El Greco.
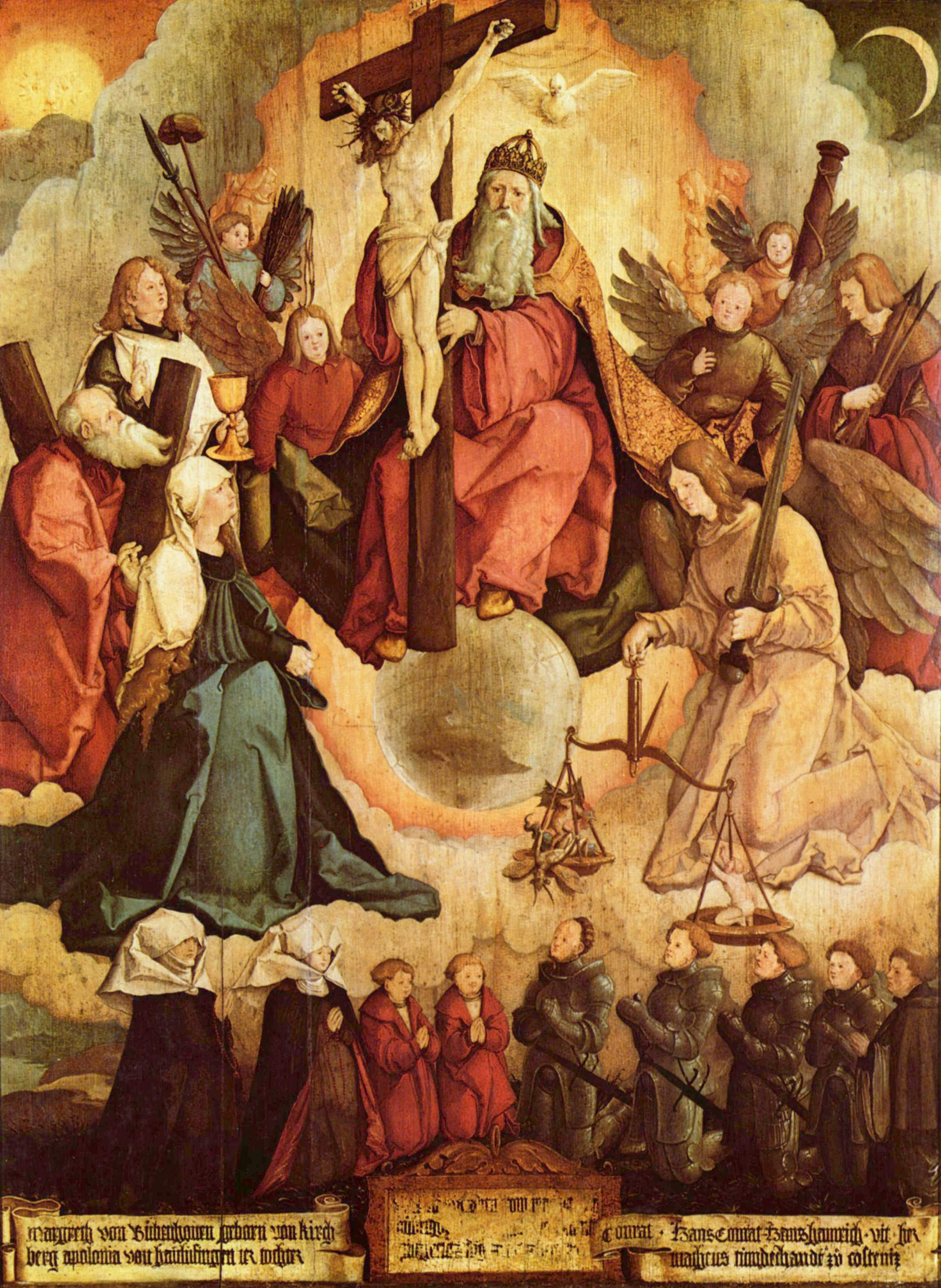
Meister von Meßkirch (Maestro de Messkirch), h. 1530.
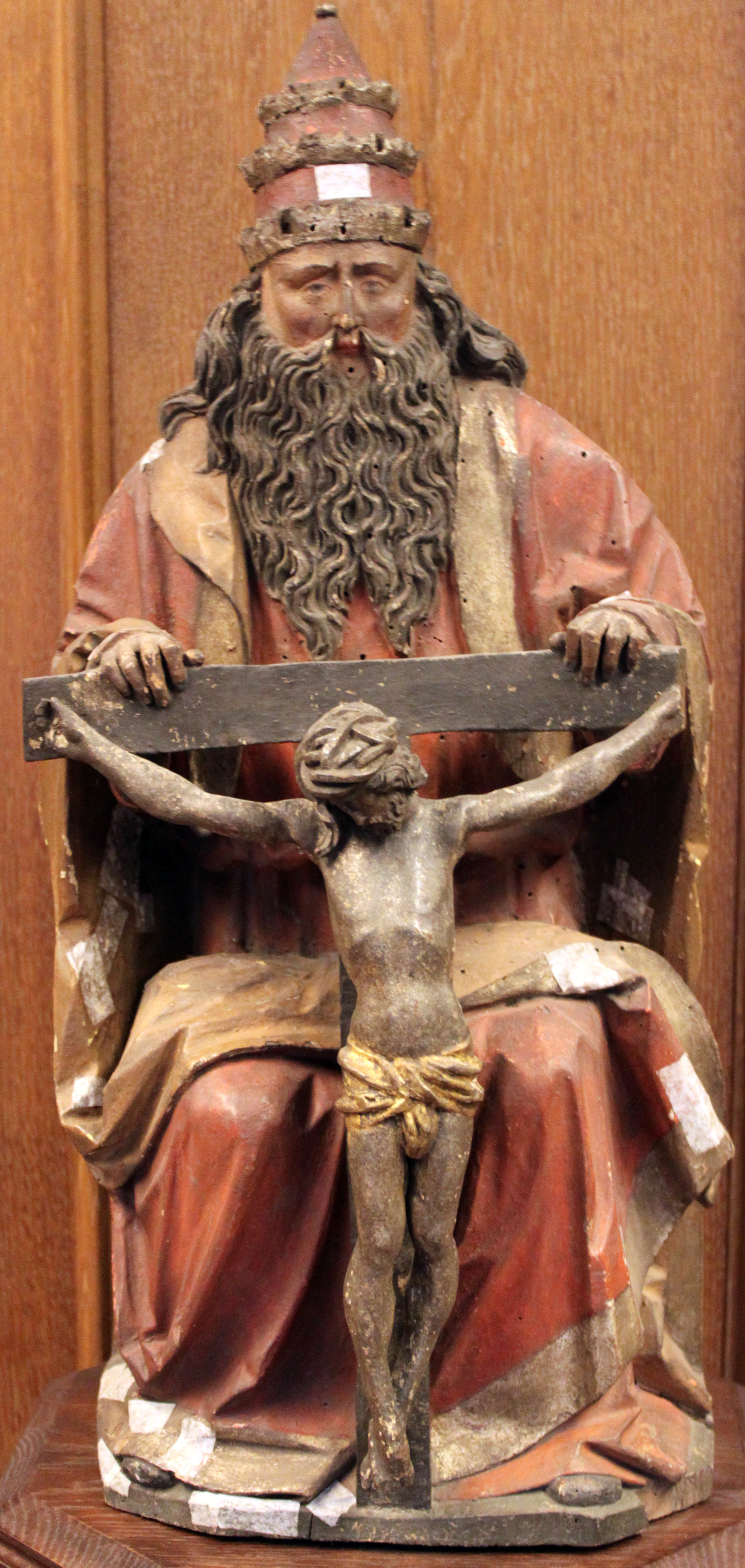
Gnadenstuhl del Gertraudenhospital de Anfang, siglo XVI.
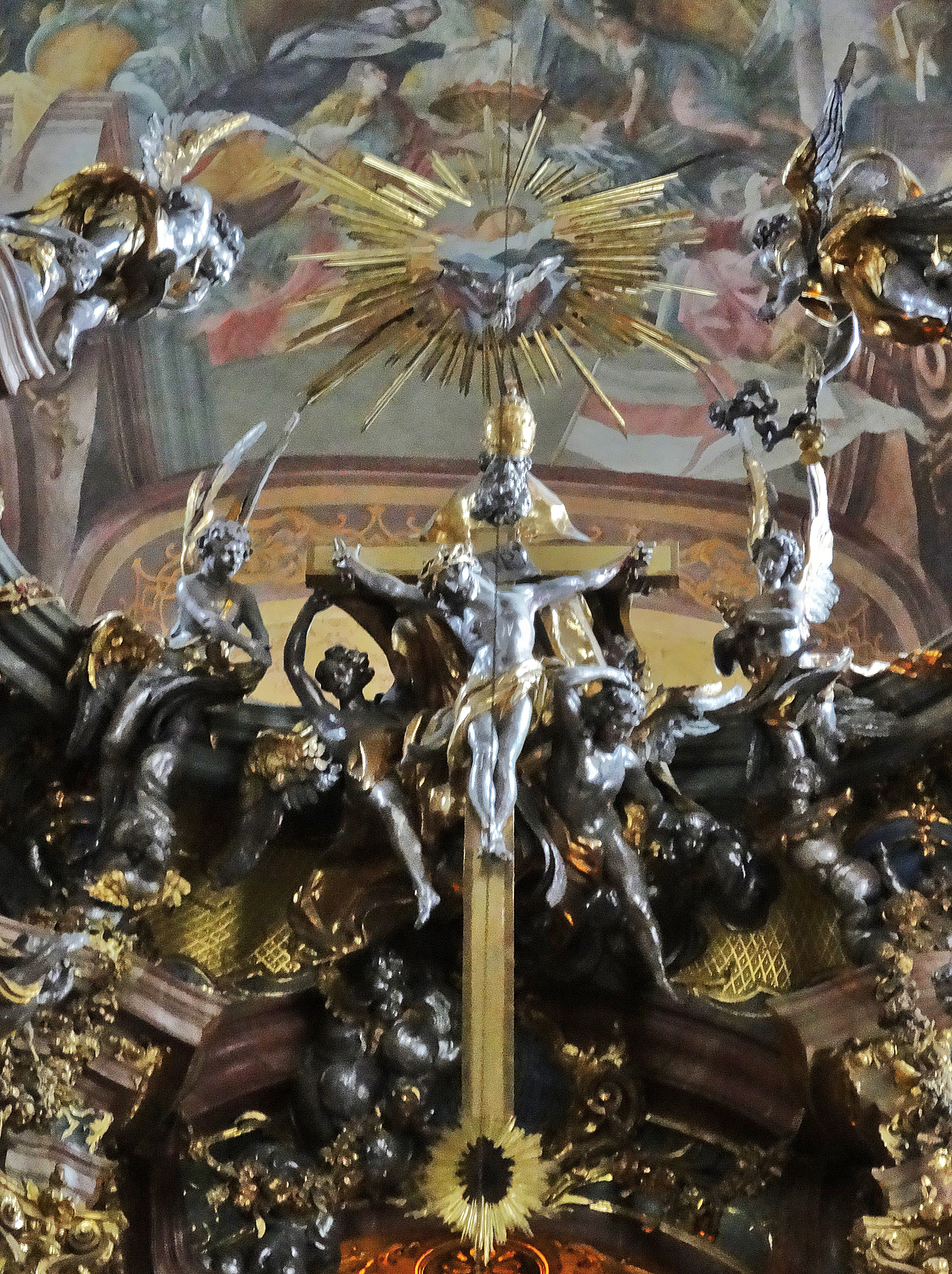
Gnadenstuhl barroco del coro de la Asamkirche de Múnich, 1733–1746.

Cuando se representa al cuerpo de Cristo sin estar clavado en la cruz, la escena se suele denominar Trinidad con Cristo muerto.